# Błędne ognie są w mieście, powiedziała wiedźma
Błędne ognie są w mieście, powiedziała wiedźma (duń. Lygtemændene ere i Byen, sagde Mosekonen, współ. duń. Lygtemændene er i byen, sagde mosekonen) – baśń literacka autorstwa Hansa Christiana Andersena, wydana po raz pierwszy w 1865 roku.

## Historia
Baśń literacka Błędne ognie są w mieście, powiedziała wiedźma mogła zostać zainspirowana troską Andersena o zachowanie tradycyjnego opowiadania baśni w obliczu modernizacji i zmieniających się wartości społecznych. W 1865 roku, gdy baśń została opublikowana, Europa przechodziła okres industrializacji, co mogło wpłynąć na percepcję tradycyjnych opowieści. W baśni bagienna wiedźma wspomina, że nawet dzieci wyrosły z baśni, preferując rzeczy materialne, co może odzwierciedlać obawy pisarza o utratę zainteresowania sztuką narracyjną. Możliwe, że Andersen chciał podkreślić znaczenie baśni jako nośnika wartości moralnych i kulturowych, szczególnie w kontekście swoich własnych doświadczeń jako artysty, zmagającego się z akceptacją swojej twórczości.
Pisarz przywołał w utworze postaci znane z wierzeń i folkloru Skandynawii:
- błędne ogniki (duń. lygtemændene) – tajemnicze światła nad bagnami i torfowiskami, często uważane za duchy lub dusze zmarłych, które zwodzą podróżnych, prowadząc ich na niebezpieczne tereny. Ogólnie w folklorze europejskim mają złośliwą naturę, zwabiając ludzi w pułapki[4]
- bagienna wiedźma (duń. mosekonen) – czarownica z duńskich wierzeń ludowych, mająca warzyć piwo na moczarach, jak tłumaczono opary unoszące się nad terenami podmokłymi w spokojne letnie noce[3][5][6], postać pojawia się również w baśni Dziewczyna, która podeptała chleb[7]
- prababka diabła (duń. Fandens Oldemoer) – postać o demonicznym pochodzeniu, u Andersena wizytowała warzelnię piwa bagiennej wiedźmy i zostawiła w zamian za dziewczynę z baśni o Dziewczynie, która podeptała chleb swoją szafę pełną zabutelkowanej poezji. Prababka (matka) diabła pojawia się w baśniach Braci Grimm (Diabeł i jego babka(inne języki), Bajka o diable z trzema złotymi włosami)[8]
- elfki (duń. elverpiger) – w folklorze skandynawskim piękne, magiczne żeńskie istoty związane z naturą, często tańczące w lasach i na łąkach. Mogą być psotne, ale też pomocne, co odzwierciedla ich dwoistą naturę w mitologii germańskiej[9]
- Holger Duńczyk – legendarny rycerz, śpiący obrońca Danii. Andersen uczynił go bohaterem jednej ze sowich baśni (Holger Duńczyk(inne języki))
- Waldemar IV Atterdag – po śmierci polujący co noc koło zamczyska Gurre
- mara nocna (duń. marer) – siadająca na oklep na piersi śpiącego

Andersen wspomniał również o widzianej przez siebie w Basnæs rzeźbie nagrobnej rajcy miejskiego Poula Hansena z sześcioma żonami (z XVII w.).
Pisarz uczynił jednym z bohaterów utworu samego siebie, przyznając się, zapytany przez bagienną wiedźmę, czy zna baśń o Dziewczynie, która podeptała chleb, że to on ją wydał.
Baśń została po raz pierwszy opublikowana w Kopenhadze 17 listopada 1865 w antologii Nowe Bajki i Opowieści. Seria Druga. Kolekcja Trzecia. 1865 (duń. Nye Eventyr og Historier. Anden Række. Tredie Samling. 1865). Andersen zadedykował zbiór duńskiemu baletmistrzowi Augustowi Bournonville’owi. Baśń Błędne ognie są w mieście została wznowiona za życia Andersena w 1871 roku w zbiorze Bajki i opowieści. Tom czwarty. 1871 (duń.  Eventyr og Historier. Fjerde Bind. 1871) z ilustracjami Lorenza Frølicha.

## Polskie przekłady
Baśń została przetłumaczona na język polski:
- 1931 – Błędne ognie są w mieście: Stefania Beylin (tłum.): Baśnie. Warszawa. Brak numerów stron w książce
- 2006 – Błędne ognie są w mieście, powiedziała wiedźma: Bogusława Sochańska (tłum.): Baśnie i opowieści. Tom III 1862–1873. Poznań. s. 59–71. ISBN 978-83-7278-194-9. (z oryginału duńskiego)

## Fabuła
Człowiek jest w tarapatach, bo nie odczuwa już weny twórczej. Baśnie poznikały, żadna nie puka do jego drzwi. Bocian i jaskółka wracają z daleka, ale gniazda i Domy są w opłakanym stanie po minionej wojnie. Konie wroga rozdeptują groby przodków. Ludzie mówią, że te ciężkie czasy się kończą, lecz baśni wciąż nie widać. Przez cały rok tęskni za jej powrotem. Przypomina sobie setki jej wcieleń: młoda dziewczyna z leśnym wianuszkiem, obwoźny handlarz, staruszka z siwiutkimi włosami opowiadająca legendy sprzed wieków. Mężczyzna wyrusza na poszukiwanie baśni. Odwiedza stary dwór, ogród, stary domek z drobiem, wzgórze z nagrobkiem radcy. Zauważa wieczorne mgły nad łąkami.
Wieczorem odwiedza go bagienna wiedźma. Wszystko przez sześciolistną koniczynę. Starucha zauważa, że dzieci gardzą baśniami, więc po co ich szukać. Radzi dać chłopcom cygara, dziewczynkom zaś krynoliny. Mężczyzna zostaje zaproszony na bagna, gdzie dowiaduje się o szafie z zabutelkowanymi poezjami, będącej darem prababki diabła. Poznaje jej zawartość. Wiedźma opowiada o narodzinach błędnych ogników mogących przybierać ludzkie postaci. Ich zadaniem jest sprowadzanie ludzi na drogi nieprawości, odwodzenie od prawdy, dobra i piękna. W nagrodę otrzymują możliwość biegu przed karetą diabła jarząc się i buchając ogniem.
Następnie wiedźma opowiada o elfim balu, o podarunkach, które otrzymują nowonarodzeni: od ojca, elfek, nocnego kruka, sowy i bociana, hordy myśliwych oraz mar nocnych. Teraz ogniki są w mieście. Wiedźma ostrzega, że mogą wcielać się w politycznie agitującego pastora, malarza, aktora. Zdaniem pisarza ostrzeżenie wiedźmy nie robi na nikim w mieście wrażenia.

## Galeria

Ilustracje baśni Błędne ognie są w mieście
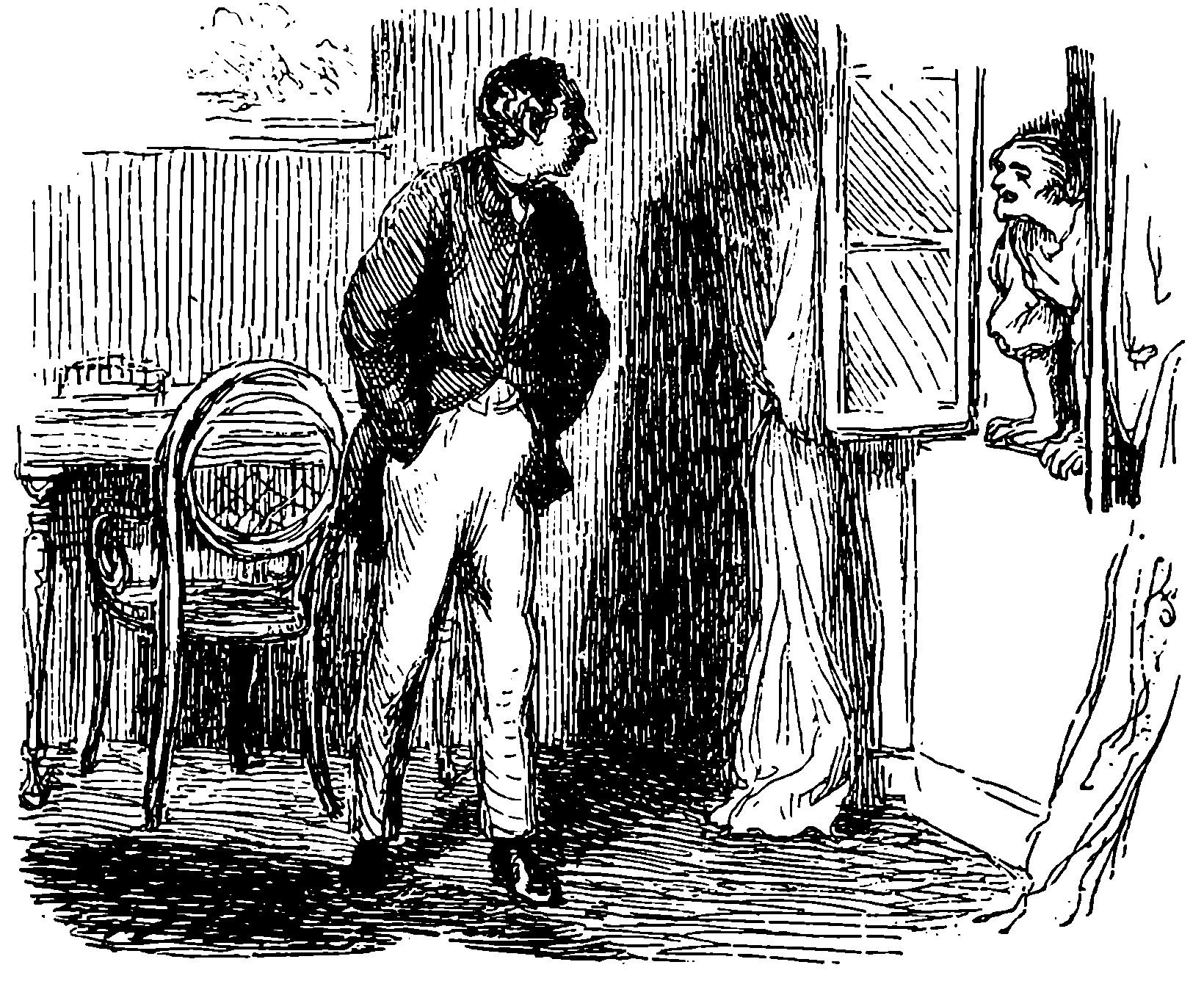
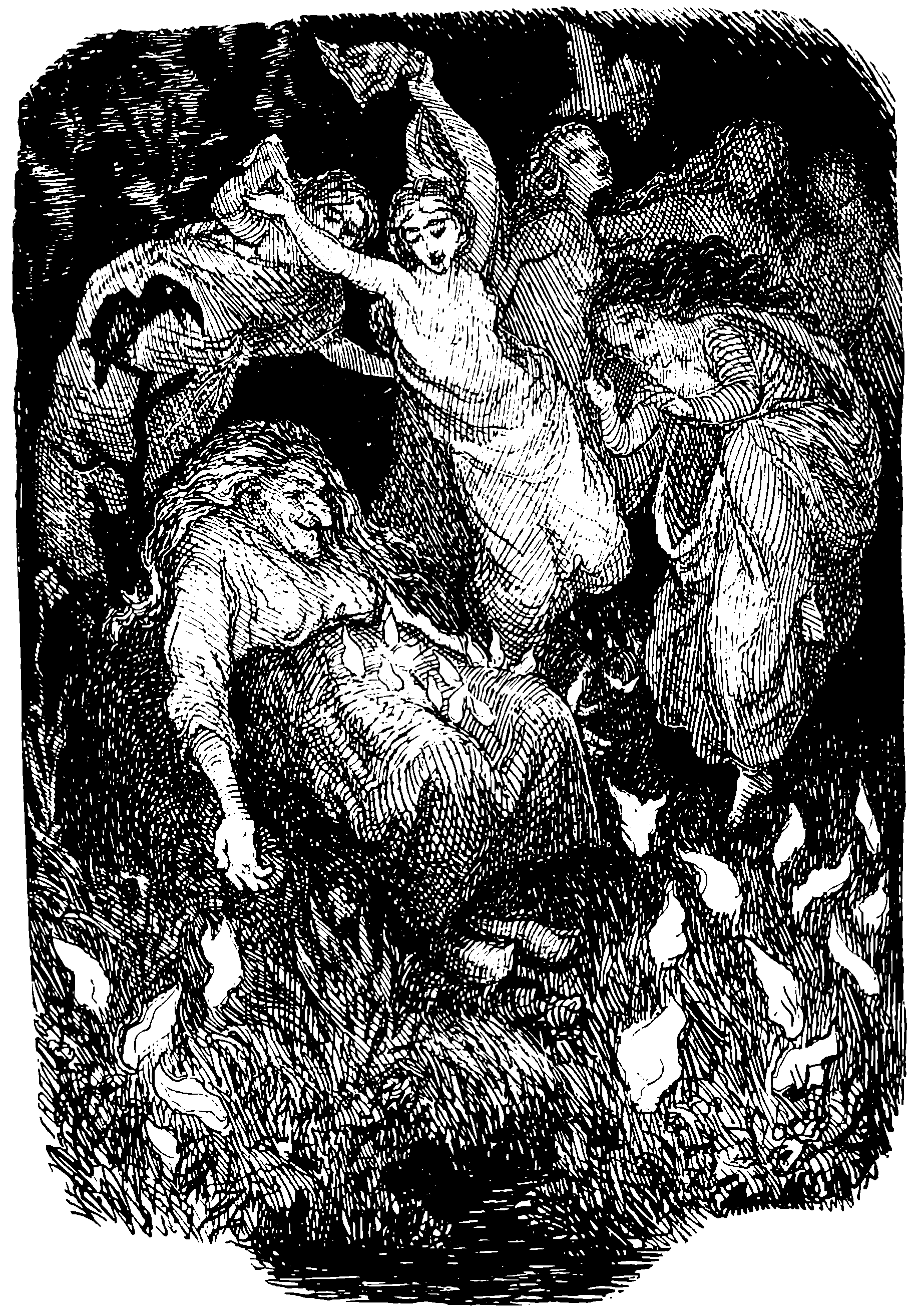
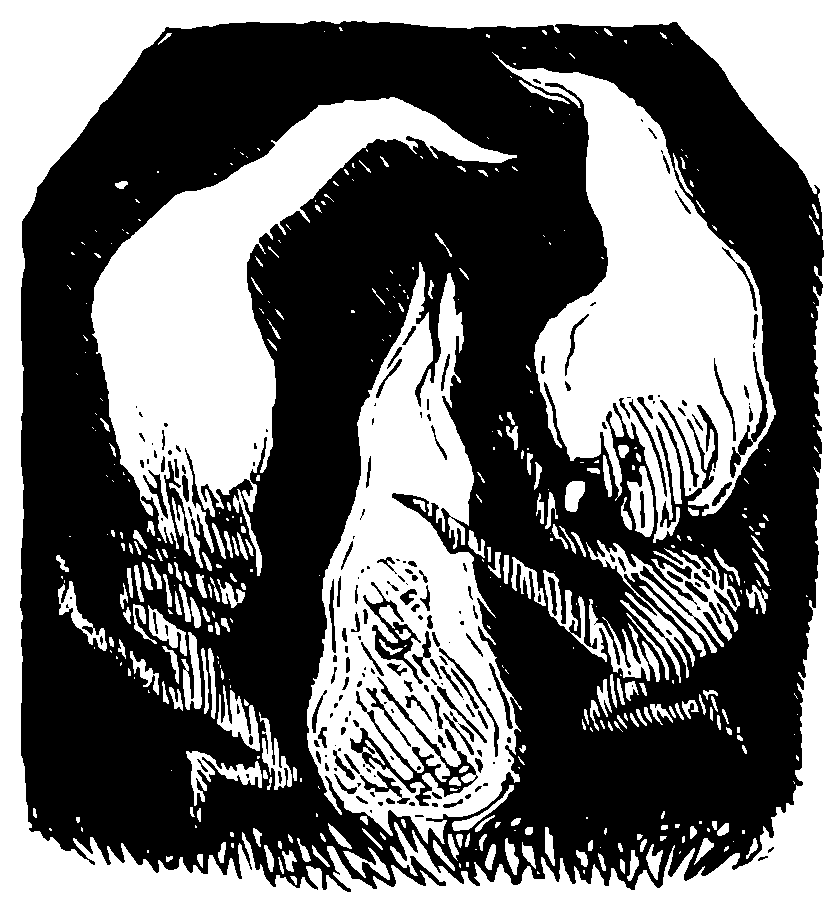
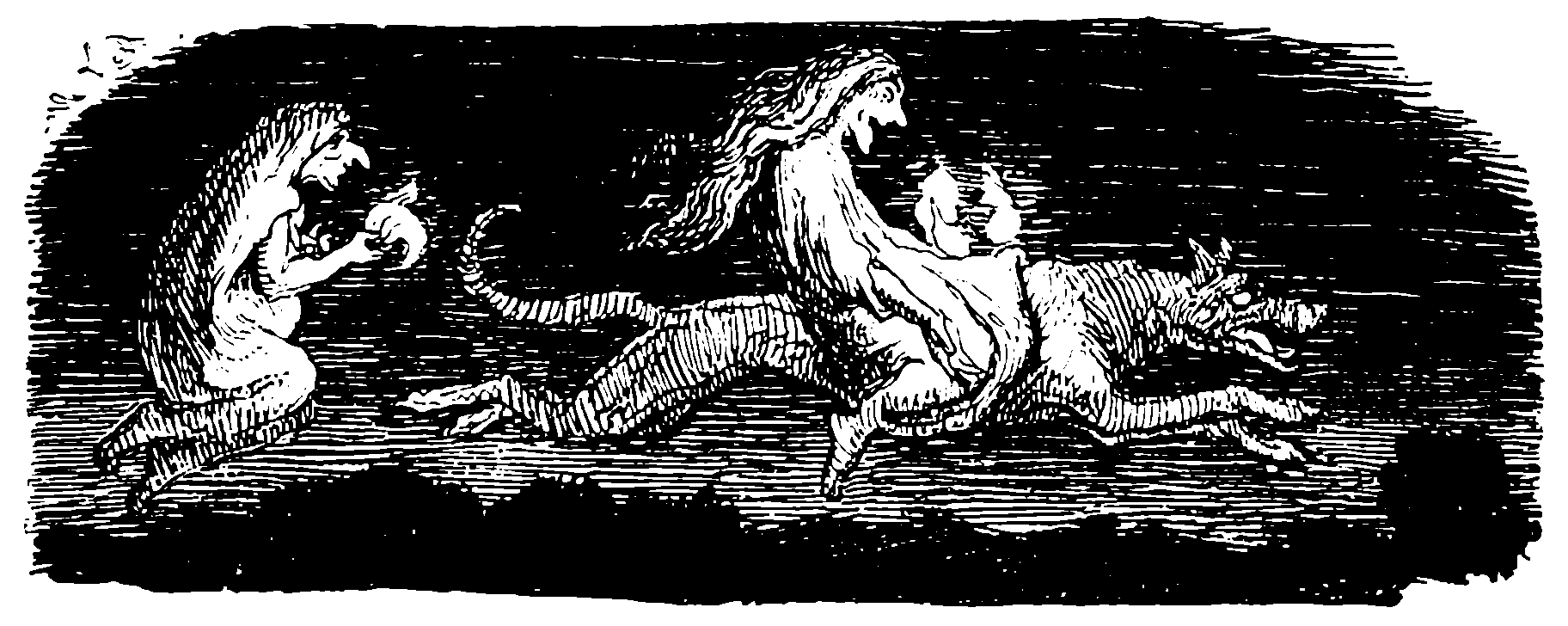